# Сергиевский, Максим Владимирович
Максим Владимирович Сергие́вский (13 [25] октября 1892, Москва — 20 июня 1946, Московская область) — российский филолог, профессор, один из основателей изучения романских языков в СССР. Труды по основам романского языкознания, истории французского и румынского языков, румынско-молдавской диалектологии, а также по истории немецкого языка, цыганским и новогреческим диалектам.
Окончил историко-филологический факультет Московского университета (1915), где учился у Поржезинского и др. известных филологов. За работу, выполненную на последнем курсе («Романские элементы в вульгарнолатинских надписях сборника Diehl»), был награждён золотой медалью. Оставлен при кафедре западноевропейских литератур, в 1918 году выдержал магистерские испытания и получил звание приват-доцента.
Учёный секретарь историко-филологического факультета 1-го МГУ (1920—1925); заместитель декана этнологического факультета (1925—1930), заместитель ректора 1-го МГУ по учебной части (1930—1931). Профессор педагогического факультета 2-го МГУ (1924), заведующий кафедрой романо-германского языкознания (1925). С 1934 года в МИФЛИ: профессор, декан факультета литературы и языка, заведующий кафедрой романо-германской филологии. Параллельно с 1919 года работал научным консультантом Румянцевской библиотеки, в начале 1930-х годов был заместителем директора по научной части.
Является автором классического «Введения в романское языкознание»; внёс также большой вклад в изучение историко-филологических особенностей балканского региона, в особенности румынско-молдавских, цыганских и новогреческих диалектов. Занимался как описательными, так и сравнительно-историческими исследованиями, много внимания уделяя проблеме ареального взаимодействия языков и диалектов, бывшей в начале XX века ещё относительно слабо изученной.
Умер в 1946 году. Похоронен на Новодевичьем кладбище.

## Основные работы
- К истории создания литературного языка в Румынии. — М., 1928.
- Цыганский язык. -  М., 1931
- Молдавские этюды. — М.—Л., 1936.
- История французского языка. — М., 1938.
- Введение в романское языкознание. — М., 1952.
- Молдавско-славянские этюды. — М., 1959.